# 화순 비봉산성
화순 비봉산성(和順 飛鳳山城)은 대한민국 전라남도 화순군 도곡면에 있는 산성이다. 2001년 12월 13일 전라남도의 기념물 제194호로 지정되었다.

## 개요
비봉산성은 능주면과 도곡면의 경계 지점에 해당하는 해발 195.5m 높이의 비봉산 일대에 있는 테뫼식산성으로 비봉산의 자연지형을 이용하였다. 산성의 전체 길이는 925m이다.
성벽은 능선이나 절벽 등을 이용하여 축조하였는데 주변의 자연석을 잘 가공하여 정연하게 편축 혹은 협축성으로 쌓았다.
동벽은 안산 정상부로 가는 능선을 가로지르는 것인데 능선 경사면과 돌출된 구릉 평탄부를 이용하고 있다. 완만한 산기슭의 평탄한 곳에는 부분적으로 5∼6단의 돌을 쌓아 축조하였다. 남벽은 안산 정상부에서 나즈막한 봉우리로 연결되는 능선인데 산경사면을 깎아낸 뒤 양쪽에 돌을 쌓은 협축이다.
서벽은 나즈막한 봉우리에서 비봉산 정상부로 연결되는 가파른 능선을 깎아낸 뒤 가공한 자연석을 양쪽에서 축조한 것이다. 북벽은 안산으로 올라가는 능선상에 있는 계곡과 절벽을 이용하고 있다. 성벽은 해발 170∼220m 일대에 분포하고 있는데 그 가운데 북벽과 서벽이 비교적 잘 남아 있다. 북벽 안쪽에는 폐사지가 있으며 문지와 건물지 2개소 우물 등의 터가 확인된다. 건물지 주변에 격자문이 시문된 기와편들과 암갈색 토기편, 백자편 들이 산재되어 있다.
비봉산성은 문헌기록이 없어 그 정확한 축조시기나 축조배경을 알기 어려운데 능주에서 가까운 요충지에 위치하고 있어 유사시에 즉시 입성하여 방어나 역습 등의 전술을 수행할 수 있는 전형적인 배후산성이라 할 수 있으며 역사적, 학술적 가치가 크다.

## 참고 자료
- 화순 비봉산성 - 국가유산청 국가유산포털